# 北海道神宮
北海道神宮（日语：／）是位於北海道札幌市中央區的一座神社。北海道總鎮守。在北海道開拓初期，北海道地區多與樺太、千島等地相對望，而且為了針對俄羅斯的防守需要，因此神宮的正門是向著東北方的。神宮中的分神社「開拓神社」祭祀了一群對於北海道開拓事業有功勞的人物（如島義勇、間宮林藏）。

## 建設由來
明治二年（1869年），日本明治天皇下詔在東京舉行祀奉守護北海道開拓事業的三大神明的儀式，包括大國魂神、大那牟遲神與及少彥名神，合稱「開拓三神」。其後，當時的開拓使長官東久世通禧及開拓判官島義勇便將祀奉「開拓三神」的事務轉移至札幌。明治三年（1870年）在札幌建設了臨時神社。明治四年（1871年）便於神宮現址建設具規模的神社宮殿，並命名為「札幌神社」。昭和三十九年（1964年），神社中同時合祀明治天皇，並改名為現在的「北海道神宮」。後來日本全國一之宮會更承認北海道神宮是蝦夷國的新一之宮（社格最高的神社）。

## 主要祭神
- 大國魂神（おおくにたまのかみ）
- 大那牟遲神（おおなむちのかみ）
- 少彥名神（すくなひこなのかみ）
- 明治天皇

## 各種祭祀及全年大事
- 1月
  - 歲元祭（1月1日）
  - 元始祭（1月3日）
  - 古神札燒納祭（1月14日）
  - 祈請祭（1月第3個星期日）

- 2月
  - 節分祭（節分日）
  - 紀元祭（2月11日）
  - 祈年祭（2月17日）

- 3月
  - 入學祭（3月 最後一個星期日）
    - 為了祈求入讀小學的小學生學業有所成就及心身健全的儀式

- 4月
  - 島判官慰霊祭（4月13日）
    - 為紀念開拓北海道及北海道神宮創祀建立功績的島義勇判官設立的慰靈祭

- 5月
  - 田植祭（5月上旬）

- 6月
  - 例祭（6月15日）
    - 北海道神宮最大祭祀儀式，稱為「札幌まつり」

  - 夏季終結的大祓儀式（6月30日）

- 8月
  - 開拓神社例祭（8月15日）
    - 為37名對於北海道開拓事業有功勞者（名單後述）設立的慰靈祭

- 9月
  - 御鎮齋記念祭（9月1日）
    - 開拓三神中的御鎮齋紀念日

  - 拔穗祭（9月上旬）
    - 為收割神饌田稻米所設定的儀式

  - 頓宮例祭（9月15日）

- 11月
  - 明治祭（11月3日）
    - 明治天皇決定創立北海道神宮，因此在祭神日中亦包括明治天皇的生日

  - 新嘗祭、新穀勤勞感謝祭（11月23日）

- 12月
  - 天長祭（12月23日）
  - 師走の大祓（12月31日）
  - 除夜祭（12月31日）

- 月次祭
  - 月首祭（每個月的1日）
  - 月次祭（每個月的15日）
  - 旬祭（每個月的10日及20日）

### 神社分社
- 頓宮（とんぐう） - 祭祀開拓三神
- 開拓神社（かいたくじんじゃ）- 祭祀對開拓北海道有功勞的三十七個人
- 鉱霊神社（こうれいじんじゃ）- 祭祀北海道礦業會殉職者
- 穂多木神社（ほたきじんじゃ）- 祭祀北海道拓殖銀行物故者

#### 開拓神社祭祀的諸神
| 吾妻謙命     | 伊能忠敬命       | 井上長秋命   | 岩村通俊命     |
| 岡本監輔命   | 黑田清隆命       | 小林重吉命   | 近藤重藏命     |
| 佐藤信景命   | 佐野孫右衛門命   | 島義勇命     | 清水谷公考命   |
| 下國安藝命   | 鈴鹿甚右衛門命   | 栖原角兵衛命 | 高田屋嘉兵衛命 |
| 武田信廣命   | 田崎東命         | 伊達邦直命   | 伊達邦成命     |
| 田村顯允命   | 續豊治命         | 中川五郎治命 | 永山武四郎命   |
| 鍋島直正命   | 早川彌五左衛門命 | 東久世通禧命 | 本多利明命     |
| 松浦武四郎命 | 松川弁之助命     | 松田傳十郎命 | 松前慶廣命     |
| 松前德廣命   | 間宮林藏命       | 村山傳兵衛命 | 最上德內命     |
| 依田勉三命   |                  |              |                |

## 交通
- 乘搭札幌市營地下鐵東西線到圓山公園車站，再步行約15分鐘。
- 乘搭BANKEI觀光巴士或JR北海道巴士到神宮前停留所，再步行約一分鐘。

## 外部連結
- （日語）北海道神宮官方網站（页面存档备份，存于）
- （日語）北海道神社廳

43°03′15″N 141°18′28″E / 43.054235°N 141.307705°E